# 掉渣饼
掉渣饼是祖籍中国湖北恩施的土家族姑娘晏琳在2005年3月于武汉在家乡传统烧饼的基础上发明的一种快餐食品。在面饼上涂上肉末加上蒜茸、孜然等香料调配出来的馅；由於松脆的外壳每咬一口都会往下掉饼屑，所以店家會主动赠送一个纸袋。在几个月的时间内掉渣饼迅速风靡中国大陆大部分大城市。仅在北京据信就有一千多家铺面经营。常用的名称有“掉渣烧饼”、“掉渣渣”、“土家掉渣饼”、“土得掉渣烧饼”等。到2006年中，由于竞争激烈和质量没有保证，大多已关门或转而经营八宝鸭等食品。